# HD20342
HD20342 — хімічно пекулярна зоря спектрального класу A1, що має видиму зоряну величину в смузі V приблизно  9,5.
Вона  розташована на відстані близько 748,1 світлових років від Сонця.